# 시모쓰케하나오카역
시모쓰케하나오카역(일본어: 下野花岡駅)은 일본 도치기현 시오야군 다카네자와정에 위치한 동일본 여객철도 가라스야마 선의 철도역이다. 단선 승강장 1면 1선의 구조를 갖춘 지상역이다.

## 이용 현황
- 2008년도 : 58명
- 2009년도 : 58명

## 역 주변
- 스가마타 병원
- 고교 강

## 역사
- 1934년 8월 15일 : 시모즈케하나오카역으로서 개업.
- 1987년 4월 1일 : 일본국유철도 분할 민영화에 의해, 동일본 여객철도가 승계.
- 1990년 12월 1일 : 읽기를 시모쓰케하나오카로 개칭.

## 인접 역
| 동일본 여객철도 가라스야마 선 | 동일본 여객철도 가라스야마 선 | 동일본 여객철도 가라스야마 선 |
| ----------------------------- | ----------------------------- | ----------------------------- |
| 호샤쿠지 호샤쿠지 방면        | ■ 가라스야마 선               | 니타 가라스야마 방면          |